# Anchomenus dorsalis
Anchomenus dorsalis é uma espécie de insetos coleópteros pertencente à família Carabidae.
A autoridade científica da espécie é Pontoppidan, tendo sido descrita no ano de 1763.
Trata-se de uma espécie presente no território português.